# Panzerbrigade 104
Die Panzer-Brigade 104 war während des Zweiten Weltkriegs ein gepanzerter Kampfverband der Wehrmacht.

## Geschichte
Die Panzer-Brigade 104 wurde ab dem 18. Juli 1944 im Wehrkreis XI aufgestellt und erhielt den Garnisonsstandort Bielefeld zugewiesen. Bereits im August 1944 kam die Panzer-Brigade 104 zur 2. Armee bei der Heeresgruppe Mitte, was über das Bestehen der Brigade so blieb. Ebenso blieb das Einsatzgebiet bei Narew um Ostenburg. Im September und Oktober des Jahres 1944 wurde die Brigade dort gegen die russischen Streitkräfte eingesetzt und zerrieben. Der Kommandant Gehrke wurde vermisst.
Anfang November 1944 wurde die Brigade aufgelöst und ihre Reste zur Aufstellung der 25. Panzer-Division (Wehrkreis VI) verwendet, wobei dort die Panzer-Abteilung 2104 die I./Panzer-Regiment 6 und das Panzergrenadier-Bataillon 2104 die I./Panzergrenadier-Regiment 147 wurde.

## Gliederung
- Panzer-Abteilung 2104 mit 4 Kompanien
- Panzergrenadier-Bataillon 2104 mit 3 Kompanien
- Diverse Brigadeeinheiten 2104, darunter eine Pionier-Kompanie

## Kommandeure
- Oberstleutnant/Oberst Kurt Gehrke: von der Aufstellung bis Oktober 1944
- Major Wilhelm Weidenbrück (Kommandeur der Panzer-Abteilung)